# سعدالدین کاشغری
سعدالدین کاشغری (درگذشتهٔ ۸۶۰ قمری) از مشایخ نامی طریقت نقشبندیه در هرات و مرشد عبدالرحمان جامی بود. او پس از اتمام دروس مقدماتی به تصوف تمایل پیدا کرد و با سفر به بخارا به حلقهٔ مریدان نظام‌الدین خاموش وارد شد. چندین سال بعد کاشغری قصد سفر حج کرد اما همان‌طور که مرشدش پیش‌بینی کرده بود نتوانست پا فراتر از مرزهای خراسان بگذارد. در هرات با شیخ زین‌الدین خوافی آشنا شد و مورد توجه او قرار گرفت. گرچه نمی‌توان به طور قطع اظهار نظر کرد، اما گویا در همین سفر بوده که کاشغری تصمیم می‌گیرد در هرات سکنی گزید. با سکونت کاشغری در هرات، این شهر به سومین مرکز مهم نقشبندیه پس از بخارا و سمرقند تبدیل شد.
با وجود برخورداری از ثروت قابل ملاحظه‌ای که از پدرش به او به ارث رسیده بود، کاشغری در مدرسهٔ غیاثیهٔ هرات در نزدیکی مسجد جامع آن شهر ساکن می‌شود. کاشغری که قداست مسجد جامع هرات را قابل قیاس با قداست مسجدالحرام در مکه می‌دانست، در همین مسجد با مریدانش دیدار می‌کرد. حلقهٔ مریدان او از نخبگان و فرهیختگان ادبی و فرهنگی هرات تشکیل شده بود که سرآمدشان عبدالرحمان جامی بود. جامی رؤیایی دید که در آن کاشغری درد و اندوه جانکاه عشقی زمینی را از جامی دور می‌کند و در پی همین رؤیا بود که جامی به هرات آمد تا در زمرهٔ مریدان کاشغری قرار گیرد. جامی تعلق خاطر خویش به کاشغری را از طریق تقدیم صفحاتی از نفحات‌الانس به او، اشارات متعدد به او در مثنوی‌هایش، و از همه مشهودتر، در ترکیب‌بندی که به مدح او می‌پردازد ابراز می‌کند. با این همه، حلقهٔ مریدان کاشغری تنها به اقشار نخبهٔ جامعه محدود نمی‌شد بلکه شامل پیشه‌ورانی چون میر رنگریز نیز می‌شده‌است.
گفته می‌شود کاشغری همچون مرشدش، خاموش، تقریباً همیشه در وضعیت عرفانی غلبه قرار داشته‌است. به هنگام جلساتی که کاشغری با مریدانش داشت مکرراً به این وضعیت دچار می‌شد: سرش را پایین می‌انداخت و ساکت می‌ماند؛ گویی که به خواب می‌رفت. همچنین گفته می‌شود که همچون مرشدش، خاموش، قادر بود صفت الهی قهر را متجلی سازد، البته قادر به کنترل این قدرت خطرناک نیز بود. به نظر می‌رسد که هیچ کتاب یا نوشته‌ای از کاشغری بر جای نمانده‌است، مگر شانزده ضرب‌المثل و مباحثه که فخرالدین علی صفی فرزند ملا حسین واعظ کاشفی در کتابی به نام ''رشحات عین الحیات گردآوری کرده‌است. برخی از آن پندها یادآور نوشته‌های خواجه عبدالله انصاری هستند که با توجه به این نکته که خواجه عبدالله انصاری از نظر کاشغری شاخص‌ترین اولیاء هرات به شمار می‌آمد، این ارتباط و پیوستگی را نمی‌توان اتفاقی دانست. از دیگر سخنان کاشغری چنین بر می‌آید که او با آراء و خط مشی ابن عربی آشنایی داشته‌است.
کاشغری در ۷ جمادی‌الاول ۸۶۰ هجری قمری به‌هنگام ادای نماز ظهر درگذشت و در هرات به خاک سپرده شد. محل دفن او به‌سرعت به مکانی مقدس بدل گشت و شماری از مریدانش از جمله جامی نیز پس از مرگ در همان نزدیکی به خاک سپرده شدند. اما آرامگاه او به هنگام وقوع نابسامانی‌ها در شهر هرات مورد غفلت قرار گرفت و در نهایت سنگ قبر او ناپدید شد. به دستور احمدشاه درانی آرامگاه او را بازسازی و سنگ قبرش را تعویض کردند و ایوانی نیز در همان نزدیکی ساختند. در اواخر دههٔ ۱۹۵۰ میلادی به دستور محمد ظاهر شاه، آخرین پادشاه افغانستان، ایوان را بازسازی کردند و دو مناره نیز به آن افزودند.